# Messerschmitt Bf 165
Die Messerschmitt Bf 165 war ein Projekt von Messerschmitt für einen viermotorigen strategischen Bomber, der in den späten 1930er Jahren geplant war. Für die Bf 165 sind nur wenige technische Daten bekannt, aber dieser Entwurf wurde beim Bomber A (Fernbomber) -Wettbewerb eingereicht, den die Heinkel He 177 gewann.